# Heidentempel

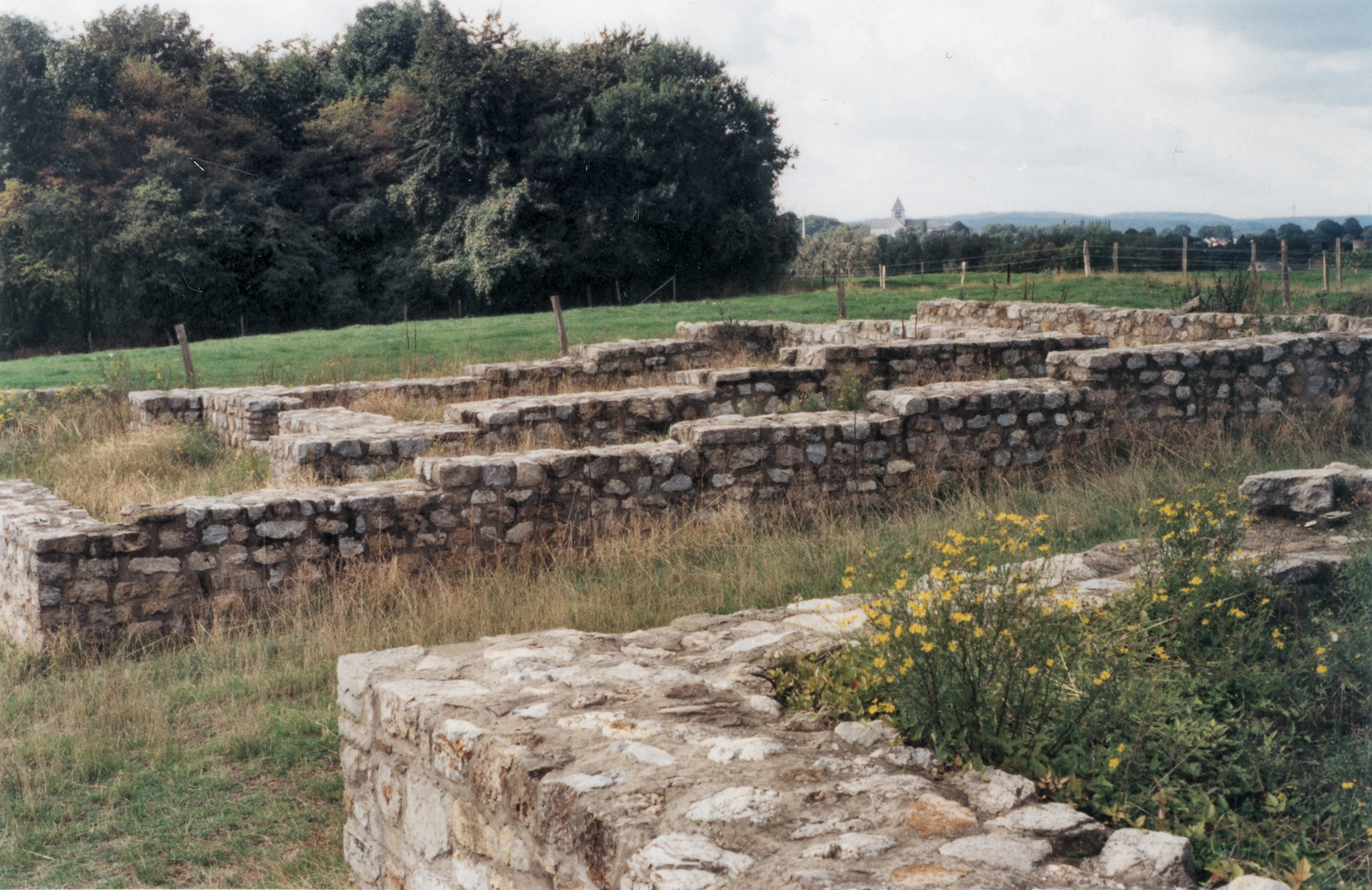
Varnenum ist eine gallo-römische Ausgrabungsstätte bei Kornelimünster

Ein Heidentempel im engeren Sinne ist eine volkstümliche Bezeichnung für einen Tempelbezirk oder eine Tempelanlage, welche vorchristliche Völker (Germanen, Kelten ggf. auch Römer) erbaut haben. Sie stammen meist aus den letzten vorchristlichen oder ersten nachchristlichen Jahrhunderten.
Im weiteren Sinne ist ein Heidentempel jeder Tempel einer heidnischen Religion.

## Heidentempel in Deutschland
- Heidentempel, bei Pesch, Nordrhein-Westfalen
- Heidentempel bei Kreuzweingarten, Nordrhein-Westfalen
- Heidentempel bei Tecklenburg, Nordrhein-Westfalen
- Heidentempel auf dem Areal der Burg Bentheim, Niedersachsen

## Angebliche Heidentempel in Deutschland
- Drüggelter Kapelle, Möhnesee, Nordrhein-Westfalen
- Historische Steinanlagen auf dem Wurmberg, Niedersachsen

## Heidentempel in Dänemark und Skandinavien
Ein Hov (auch Huf oder gudehov) ist ein Gebäudetyp, der im eisenzeitlichen Nordeuropa, kultischen Aktivitäten diente. Archäologische Ausgrabungen legten Spuren von Gebäuden frei, die offenbar als Tempel dienten. Spuren einer vorchristlichen Kultstätte wurden in Ranheim in Trondheim und in Ose bei Ørsta (von Søren Diinhoff) in Norwegen ausgegraben. Als Huf interpretiert werden ebenso Reste eines Gebäudes am Tissø auf Seeland in Dänemark und eines Gebäudes mit Funden von Uppåkra bei Lund in Schonen in Schweden. Archäologen nehmen an, dass Hufe als jene Kultgebäude bestanden, die man in Snorre Sturlasons Sagen und in den Erzählungen von Torolv Mosterskjegg in der isländischen Eyrbyggja saga und im Landnámabók (Landnahmebuch) findet.
Pfostenlöcher und Mauerspuren im Huf von Uppåkra erlaubten die Rekonstruktion des Gebäudes. Im Inneren fanden sich Reste eines Herdes, eine Tasse und eine Glasschale. In den Pfostenlöchern und Sohlgräben der Wände wurden Hunderte von Guldgubber gefunden. Im 14 Meter langen und 7 Meter breiten Huf von Ose wurden Reste zweier Herde gefunden. Im Inneren des Gebäudes bilden Spuren von vier Säulen einen 3,0 × 3,5 Meter großen quadratischen Raum. Sie werden als Teil einer turmartigen Struktur im Zentrum des Gebäudes gedeutet. Der Hausbau mit Türmen ist von einigen Bauten aus der Späteisenzeit bekannt. Sie wurden an zentralen Orten wie Uppåkra und Tissø gefunden. Aufgrund der Ähnlichkeit mit den erwähnten heidnischen Gotteshäusern wird Osehuset als Göttertempel gedeutet.